# Puzzle Bobble 2
Puzzle Bobble 2 (パズルボブル2?, Pazuru Boburu 2), conosciuto nelle sale giochi statunitensi ed europee con il titolo Bust-a-Move Again e come Bust-a-Move 2 nelle conversioni su console, è un videogioco rompicapo, seguito di Puzzle Bobble.
Venne sviluppato e pubblicato da Taito nelle sale nel 1995. Il gioco è stato presentato al JAMMA 95 insieme a Dangerous Curves e Gekirindan. Successivamente fu distribuito da varie compagnie su PlayStation, Sega Saturn, Game Boy, Nintendo 64 e sui computer basati su Microsoft Windows. Inoltre il gioco è stato incluso all'interno di Taito Legends 2, dove è presente la versione statunitense, e infine il 10 settembre 2008 è stato reso disponibile per la distribuzione digitale nella sua edizione PlayStation su PlayStation Network ma esclusivamente in Giappone.

## Modalità di gioco

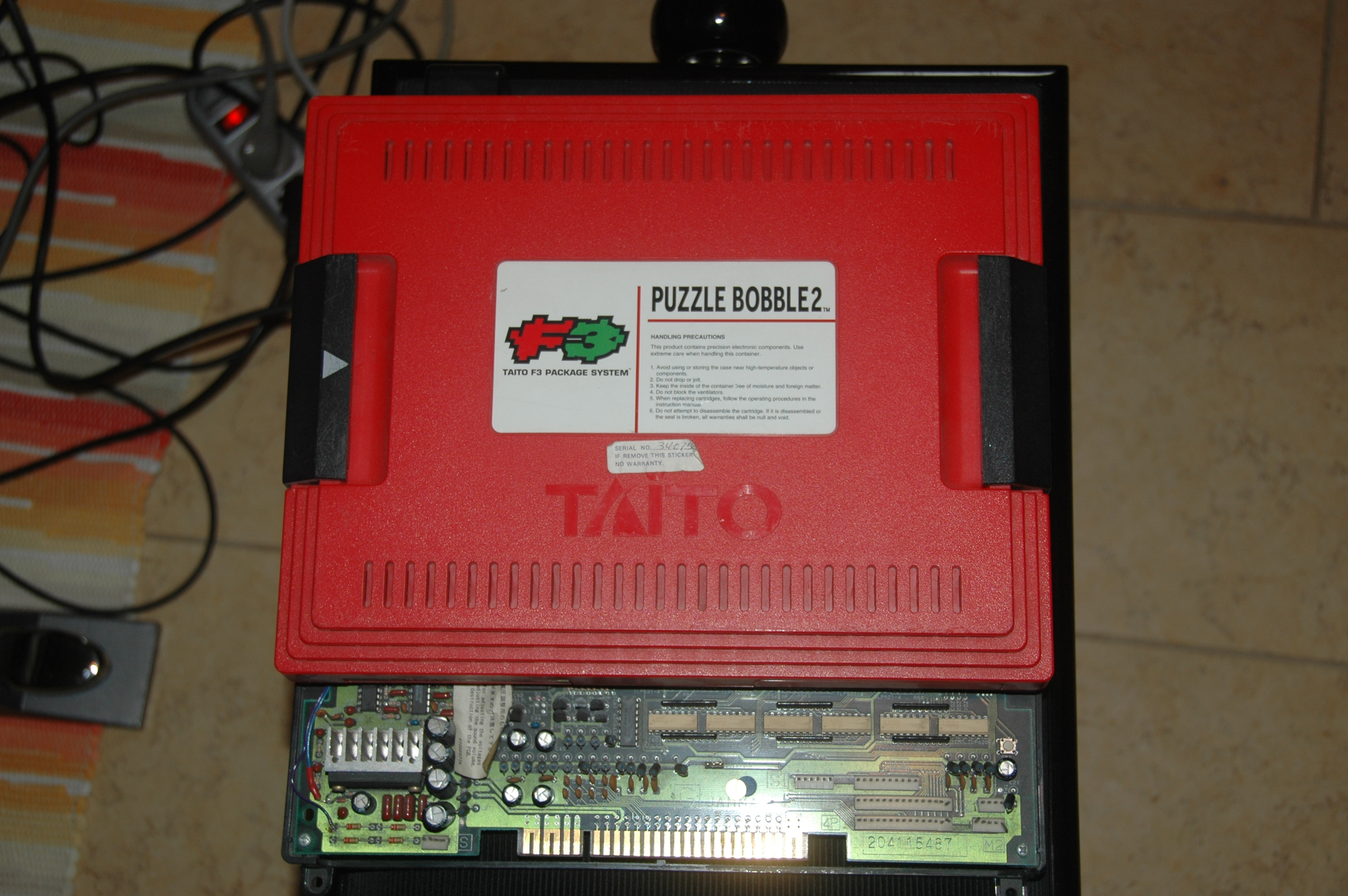
La motherboard di Puzzle Bobble 2 (Taito F3 System) con la Daughterboard delle rom.

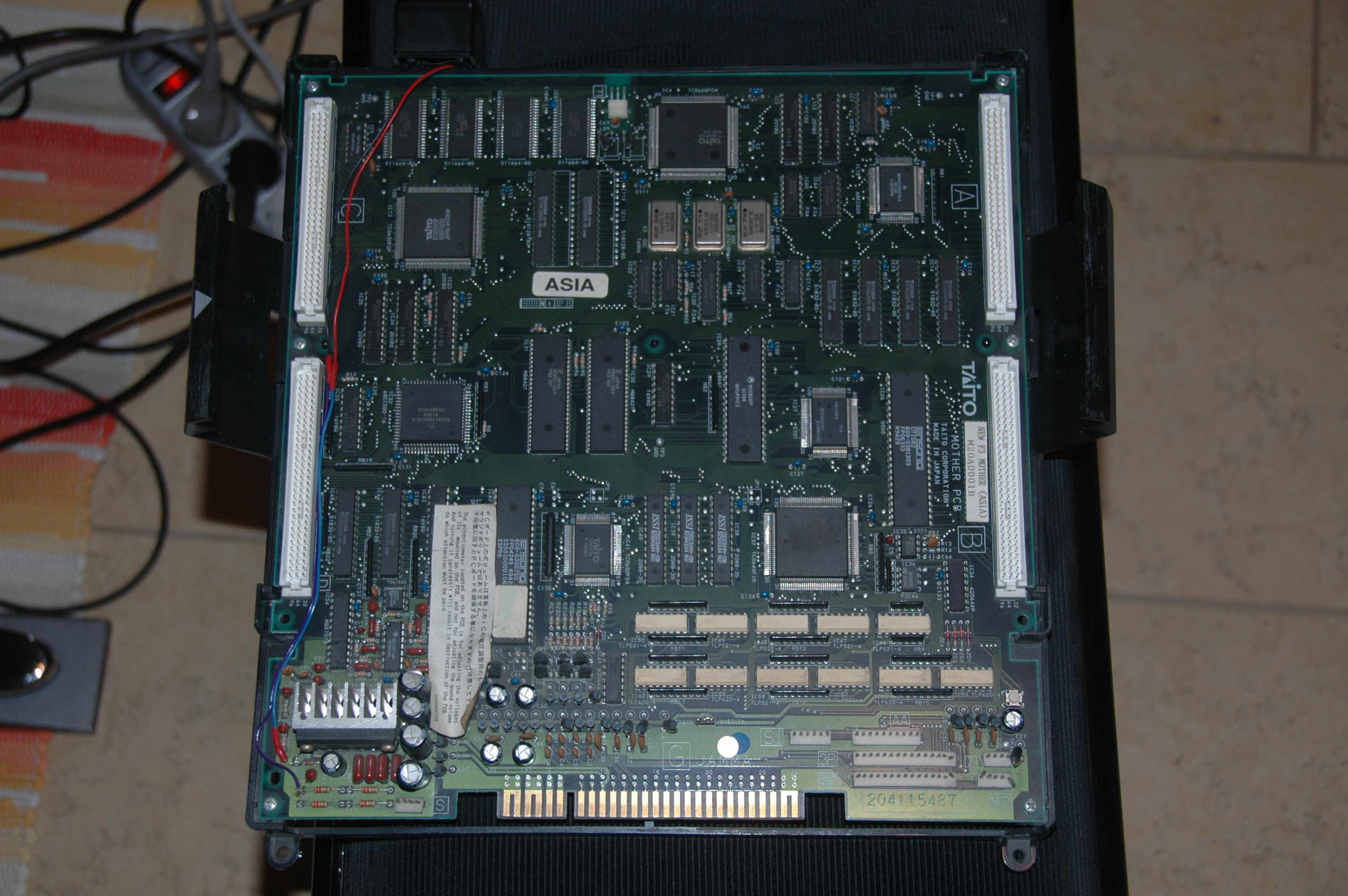
Primo piano del Taito F3 System.

Il gameplay di Puzzle Bobble 2 è rimasto invariato rispetto al precedente episodio. Tuttavia vengono introdotti due nuovi tipi di bolla, quella con la stella che permette di eliminare tutti dello stesso colore, e quella trasparente non scoppiabile che si elimina solo facendola cadere dal campo. La originale arcade propone tre diverse modalità:
- "Puzzle Game" - Detta "Gioco a enigmi" nell'edizione italiana, nella quale uno o due giocatori dovranno avanzare tra le lettere dell'alfabeto poste su un percorso ramificato, con lo scopo di risolvere l'enigma, che diventerà progressivamente più difficile con l'avanzare dei livelli superati, cinque per ogni lettera[17]. Completando singolarmente la modalità, con la possibilità di ottenere dei finali alternativi, verrà fornito un codice che potrà essere inserito per sbloccare la funzione "Another World"[18], la quale include alcuni piccoli cambiamenti ai livelli esistenti tra cui l'aumento della difficoltà ed i fondali, i quali vengono resi simili a quelli presenti in Bubble Bobble. Inoltre, tutto il cast di nemici e lo stesso Bub, compaiono con i loro sprite originali nello sfondo durante la sequenza dei crediti.
- "Player vs Computer" - In questo seguito è stata fatta una variazione in stile torneo, suddivisa in tre selezionabili difficoltà (facile o pratica, medio e difficile), dove bisognerà affrontare una serie di avversari controllati dalla CPU fino a giungere al boss finale. Alcuni di essi provengono direttamente dalla saga di Bubble Bobble, ovvero Mighta, Monsta e Drunk.
- "Player vs Player" - Semplicemente due contendenti si sfideranno fra loro[19].

Infine, alcune versioni casalinghe come quella per PlayStation, includono una quarta modalità detta "Time Attack" dove le regole rimangono le medesime di Puzzle, solo che in quest'occasione si dovrà cercare di ottenere il tempo migliore facendo scoppiare tutte le bolle per un totale di cinquanta percorsi differenti. Si può anche tentare di battere i record registrati precedentemente oppure quelli dell'altro rivale, nel caso si svolga una partita tra due giocatori.

## Personaggi
Oltre ai due draghetti antropomorfi protagonisti (Bub e Bob), sono stati introdotti per la prima volta nella serie dei personaggi inediti, qui di seguito elencati:
- Gaago (がーご?, Gāgo) - Una creatura simile ad una mummia con indosso una tunica e un cappello verdi. Presente solo nella difficoltà facile (pratica) di "Player vs Computer".
- Kajaku (かじゃく?, Kajaku) - Una creatura simile ad una uccello che fuma sempre una pipa. Presente solo nella difficoltà facile (pratica) di "Player vs Computer".
- Monsta (もんすた?, Monsuta) (Beluga) - Una creatura liquida dall'aspetto di una balena di colore viola con una lunga lingua.
- Packy (パッキー?, Pakkī) - Un gatto robot di colore verde. Perde spesso la sua testa ma riesce sempre a rimetterla a posto.
- Woolen (うーるん?, Ūrun) - Una creatura rosa per metà ragazza e per metà pecora.
- Picard (ぴかーる?, Pikāru) - Una creatura a forma di lampadina a incandescenza, dotato di braccia e gambe blu.
- Garanyo (がらーにょ?, Garānyo) - Una creatura blu simile a un serpente, con quattro facce e dodici occhi, e armato di coltello e tridente.
- Chun-Chun (ちゅんちゅん?, Chunchun) - Una bambina cinese con i capelli neri a due boccoli.
- Birugan (びるがん?, Birugan) - Un grande masso vivente con un paio di baffi, con sopra dei palazzi reali come se fossero capelli.
- Maita (まいた?, Maita) (Stoner) - Un fantasma che veste una tunica bianca. Nel gioco viene visto spesso starnutire, probabilmente a causa di un raffreddore.
- Drabo (どらぼー?, Dorabō) - È una vampiressa umanoide in grado di trasformarsi in tanti pipistrelli.
- Chokkinta (ちょっきんたぁ?, Chokkintā) - Una creatura meccanica simile a un pupazzo a molla, con il suo braccio destro fatto di forbici.
- Mechanical Prototype Bubblen (ばぶるんろぼ?, Baburun Robo, lett. "Bubblun Robo") - Un possente robot con le sembianze di Bub. Dopo essere stato distrutto si scoprirà che è pilotato da Drunk.
- Drunk (ドランク?, Doranku) (Dreg) - Un piccolo mago incappucciato con in mano un bastone, boss finale del gioco[21] e che lo sarà anche nei capitoli successivi.

Ognuno dei personaggi presenti può diventare giocabile tramite l'utilizzo di un trucco dedicato.

## Puzzle Bobble 2X
Successivamente alla distribuzione su console del gioco, venne rilanciato sul mercato con i nomi Puzzle Bobble 2X (パズルボブル2X?, Pazuru Boburu 2X) in Giappone e Bust-a-Move 2X in Nord America ed Europa, con alcune caratteristiche aggiuntive tra cui un set alternativo di livelli opzionali e nuove animazioni, tra cui alcune natalizie.
Le conversioni del gioco per Microsoft Windows e Sega Saturn sono delle versioni rivisitate di Bust-a-Move 2X con l'aggiunta di un editor per i livelli.

## Accoglienza

### Vendite
In Giappone, Game Machine ha elencato Puzzle Bobble 2 nel numero del 15 ottobre 1995 come il quarto gioco arcade di maggior successo del mese. Game Machine ha anche elencato Puzzle Bobble 2X nel numero del 1º febbraio 1996 come il nono gioco arcade di maggior successo del mese.
Nel Regno Unito, è stato tra i diciannove giochi PlayStation più venduti del 1996, secondo HMV.

### Critica
Un critico di Next Generation ha dato al gioco una recensione entusiastica, definendolo "Uno dei puzzle game più avvincenti nelle sale giochi in questo momento". Ha elogiato il gameplay impegnativo e il trucco "affascinante" di far rimbalzare le bolle sui muri per farle arrivare nel punto giusto e ha concluso la recensione affermando: "È veloce, divertente e, grazie all'aspetto luminoso e innocente del titolo e alla semplicità senza pretese, è quasi ingiusto".
Una breve recensione della versione PlayStation della medesima testata ha affermato che "piacerà sicuramente, soprattutto in modalità a due giocatori". I quattro recensori di Electronic Gaming Monthly hanno fatto un plauso al titolo per il suo avvincente stile di gioco, la sua grande quantità di contenuti, i tiri complicati oltre all'abbinamento dei colori tradizionale dei puzzle d'azione e l'agguerrita competitività della modalità a due giocatori. Anche Rad Automatic ha commentato positivamente questi aspetti su Sega Saturn Magazine e ha affermato che sebbene il gioco sia migliore con due giocatori, la modalità Puzzle per giocatore singolo rende Puzzle Bobble 2 degno di essere acquistato anche da coloro che non hanno nessuno con cui giocare. Similmente a Next Generation è stato affermato che "sebbene Bust-a-Move 2 mantenga l'aspetto dolce e innocuo di un cioccolatino, all'interno batte il cuore avvincente di un Malteser". 
Electronic Gaming Monthly ha nominato le versioni Saturn e PlayStation al secondo posto per il Puzzle Game of the Year (dietro a Tetris Attack). È stato anche finalista per il Spotlight Award "Best Trivia or Puzzle Game" della Computer Game Developers Conference del 1996, ma ha perso a favore di You Don't Know Jack XL.
PC Zone ha definito la versione per Windows una brutta conversione per via della presenza di rallentamenti, animazioni goffe, mira a scatti e l'alta risoluzione sfocata. La rivista ha invece consigliato di acquistare la versione per Game Boy. Giochi per il mio computer ha ritenuto che questa conversione non fosse all'altezza del gioco originale o di altre versioni su diverse piattaforme. In particolare, ha notato una resa grafica e sonora inferiore rispetto alle potenzialità dei PC moderni.